# Дионисий II Доростолски
Дионисий (на гръцки: Διονύσιος, Дионисиос) е гръцки духовник, епископ на Вселенската патриаршия.

## Биография
Роден е в 1803 година в тесалийското село Стаядес. На двадесет години е ръкоположен за дякон в Гревена. Служи в патриаршеския двор като трети дякон, след това като втори, като велик архидякони като велик протосингел на Вселенска патриаршия.
На 19 ноември 1851 година е ръкоположен в патриаршеската църква „Свети Георги“ във Фенер за доростолски митрополит. В Силистра Дионисий се сблъсква с българското църковно движение, което обаче поради хетерогенността на православното население в народностно отношение, е доста неравномерно. Вестта за създаването на Българската екзархия в 1870 година е посрещната от българите в епархията тържествено и общините се отказват от Патриаршията. Българите в Черна вода, например, заявяват, че „усетили нужда... та се съединихме сички под име Народна бъгарска община в Черна вода“. Деветдесетте български семейства в Пашакъшла приветстват „радостното решение на църковния ни въпрос“ и молят Тулчанската българска община да им съдейства, за да бъдат приети под върховенството на Екзархията и да им се пратят български свещеници. Такива писма има от Гаргалък, Сарънасуф, Махмудия. В Силистра 1500 влашки фамилии от града и окръжието отправят писмо до Силистренската българска община за създаване на общо „Силистренско българско и влашко общество“, под върховенството на Екзархията, в което двете народности да запазят самостоятелност при езика на богослужението и училищата. На това движение се противопоставя митрополит Дионисий. По думите на Зина Маркова:
| „ | Енергичен и комбинативен, Дионисий развива голяма активност, за да се задържи Силистренската епархия, опитвайки се да ѝ издействува статут на смесена епархия, т. е. официално да се признае правото там да резидират представители както на Екзархията, така и на Патриаршията. За тази цел той организира събиране на подписи за принадлежност към неговото църковно ведомство. Освен на гърците и гърчеещите се фамилии той разчита на молдовани, власи и руснаци, на колебливите и наплашени българи. Служи си с интриги, лъжи, заплашвания, разпространява служа, че българският църковен въпрос все още не е окончателно решен, че всички които минак към българската църква, ще плащат огромен дълг, преследва и наказва българските свещеници. | “ |

Българските дейци в центровете на епархията Тулча и Силистра предупреждават отделните общини да не вярват на владиката, информират Привременния екзархийски съвет за дейността му, като молят за застъпничество пред властите, и сами се обръщат към великия везир, че Дионисий нарушава Фермана за Българската екзархия, който признава Доростолската епархия за чисто екзархийска и молят за отстраняването му от епархията.
В 1872 година Дионисий е принуден да напусне митрополията в Силистра и се мести в Тулча, където разчита на гръцката колония и на приятеля си Исмаил бег, управител на града. Новият български митрополит Григорий Доростолски и Червенски обикаля епархията си и пристига в Тулча, където влиза в съревнование с Дионисий за привличането на влашкото население. Според френския консул Еме Адриен Лангле Григорий действа внимателно, а Дионисий - безскрупулно. Въпреки подкрепата на Исмаил бег, към ноември 1872 година освен 220 от общо 300 влашки къщи в Турча, българският митрополит е признат от селата Бештепе, Сарънасуф, Аджигьол, Къшла, Зебил, Каталой и други. Проекзархийската пропаганда обхваща и 60-те румънски села на санджака и Григорий печели и четирима румънски свещеници и учителя в румънското училище.
Проведеният референдум завършва с незначително мнозинство за екзархистите, поради толерирането от страна на властите на патриаршистите. Исмаил бег обаче скоро е отзован, но и Григорий е принуден да напусне Тулча и позициите на екзархистите се разклащат. С пристигането на епископ Климент Браницки положението се стабилизира, но в началото на 1875 година Дионисий печели владеенето на храма „Свети Николай“ и екзархистите строят свой - „Свети Георги“.
Старозагорското въстание се отразява зле на екзархийското дело в Тулча, тъй като властите подлагат българите на преследвания. В навечерието на Руско-турската война Дионисий обаче заминава на лечение в Западна Европа и като негов представител в епархията пристига бившият карпатоски и касоски епископ Никифор.
След анексирането на Северна Добруджа от Румъния в 1878 година, Дионисий заминава за Букурещ, за да се срещне с митрополит Калиник Угровлашки. Умира неочаквано в Букурещ на 4 януари 1879 година от перитонит. Погребан е в манастира Черника.